# Рељинац
Рељинац је насељено место града Прокупља у Топличком округу. Према попису из 2022. било је 454 становника (према попису из 1991. било је 671 становника).

## Демографија
У насељу Рељинац живи 493 пунолетна становника, а просечна старост становништва износи 41,8 година (41,0 код мушкараца и 42,6 код жена). У насељу има 179 домаћинстава, а просечан број чланова по домаћинству је 3,41.
Ово насеље је великим делом насељено Србима (према попису из 2002. године), а у последња три пописа, примећен је пад у броју становника.
|  |

| Демографија | Демографија | Демографија |
| Година      | Становника  | Становника  |
| ----------- | ----------- | ----------- |
| 1948.       | 858         |             |
| 1953.       | 893         |             |
| 1961.       | 901         |             |
| 1971.       | 833         |             |
| 1981.       | 764         |             |
| 1991.       | 671         | 653         |
| 2002.       | 611         | 611         |

| Етнички састав према попису из 2002.‍ | Етнички састав према попису из 2002.‍ | Етнички састав према попису из 2002.‍ | Етнички састав према попису из 2002.‍ | Етнички састав према попису из 2002.‍ |
| ------------------------------------ | ------------------------------------ | ------------------------------------ | ------------------------------------ | ------------------------------------ |
|                                      |                                      |                                      |                                      |                                      |
| Срби                                 | Срби                                 |                                      | 598                                  | 97,87%                               |
| Роми                                 | Роми                                 |                                      | 5                                    | 0,81%                                |
| непознато                            | непознато                            |                                      | 8                                    | 1,30%                                |

| Година пописа     | 1948. | 1953. | 1961. | 1971. | 1981. | 1991. | 2002. |
| ----------------- | ----- | ----- | ----- | ----- | ----- | ----- | ----- |
| Број домаћинстава | 137   | 146   | 162   | 175   | 171   | 168   | 179   |

| Број чланова      | 1  | 2  | 3  | 4  | 5  | 6  | 7 | 8 | 9 | 10 и више | Просек |
| ----------------- | -- | -- | -- | -- | -- | -- | - | - | - | --------- | ------ |
| Број домаћинстава | 20 | 51 | 33 | 29 | 18 | 17 | 8 | 2 | 0 | 1         | 3,41   |

| Пол    | Укупно | Неожењен/Неудата | Ожењен/Удата | Удовац/Удовица | Разведен/Разведена | Непознато |
| ------ | ------ | ---------------- | ------------ | -------------- | ------------------ | --------- |
| Мушки  | 260    | 57               | 179          | 21             | 3                  | 0         |
| Женски | 245    | 18               | 177          | 44             | 4                  | 2         |
| УКУПНО | 505    | 75               | 356          | 65             | 7                  | 2         |

| Пол    | Укупно                    | Пољопривреда, лов и шумарство | Рибарство                            | Вађење руде и камена | Прерађивачка индустрија       |
| ------ | ------------------------- | ----------------------------- | ------------------------------------ | -------------------- | ----------------------------- |
| Мушки  | 154                       | 119                           | 0                                    | 0                    | 16                            |
| Женски | 90                        | 80                            | 0                                    | 0                    | 4                             |
| УКУПНО | 244                       | 199                           | 0                                    | 0                    | 20                            |
| Пол    | Производња и снабдевање   | Грађевинарство                | Трговина                             | Хотели и ресторани   | Саобраћај, складиштење и везе |
| Мушки  | 4                         | 2                             | 1                                    | 1                    | 2                             |
| Женски | 0                         | 0                             | 0                                    | 0                    | 0                             |
| УКУПНО | 4                         | 2                             | 1                                    | 1                    | 2                             |
| Пол    | Финансијско посредовање   | Некретнине                    | Државна управа и одбрана             | Образовање           | Здравствени и социјални рад   |
| Мушки  | 1                         | 0                             | 1                                    | 1                    | 0                             |
| Женски | 0                         | 0                             | 0                                    | 2                    | 1                             |
| УКУПНО | 1                         | 0                             | 1                                    | 3                    | 1                             |
| Пол    | Остале услужне активности | Приватна домаћинства          | Екстериторијалне организације и тела | Непознато            | Непознато                     |
| Мушки  | 2                         | 0                             | 0                                    | 4                    | 4                             |
| Женски | 0                         | 0                             | 0                                    | 3                    | 3                             |
| УКУПНО | 2                         | 0                             | 0                                    | 7                    | 7                             |